# Schlacht von Ticonderoga (1775)
Die Schlacht von Ticonderoga fand am frühen Morgen des 10. Mai 1775 statt und war die erste bedeutende Kampfhandlung im Amerikanischen Unabhängigkeitskrieg. Die Obristen Ethan Allen und Benedict Arnold überraschten die kleine britische Besatzung des Fort Ticonderoga und nahmen sie gefangen.

## Der Ticonderoga-Feldzug
Das Sicherheitskomitee von Connecticut hatte beschlossen, das britische Fort Ticonderoga am Champlainsee einnehmen zu lassen. Unter anderem wurden Ethan Allen und weitere Kräfte zur Unterstützung angeschrieben. James Easton versammelte in Pittsfield (Massachusetts) 40 Freiwillige. Allen rief mehr als einhundert seiner Green Mountain Boys zusammen. Sie trafen sich am Abend des 9. Mai bei Bennington (Vermont) und planten die weiteren Aktionen.
Ethan Allen wurde zum Oberst gewählt, Easton und Seth Warner wurden ihm als Leutnants zur Seite gestellt. Samuel Herrick wurde nach Skenesboro und Asa Douglas nach Panton (Vermont) geschickt, um Boote zu requirieren. Allen sollte den Rest der Truppe zu einem Punkt einige Meilen unterhalb von Ticonderoga führen, um den Champlainsee dort zu überqueren. Der Rat hatte sich gerade aufgelöst, als Benedict Arnold mit Befehlen des Connecticut-Komitees eintraf und darauf bestand, dass er das Kommando haben sollte, was jedoch ignoriert wurde.
Durch ortsansässige Freiwillige wurde die Truppe bis auf circa 200 Mann verstärkt. Bei Monduntergang hatten sie sich bei Hands Klamm versammelt und waren bereit, den See zu überqueren. Zur Verfügung standen jedoch nur zwei von Douglas requirierte Boote. 83 der Green Mountain Boys wurden zusammen mit Arnold und Allen übergesetzt. Douglas sollte ebenso die verbliebenen Truppen einschiffen, jedoch kam der Sonnenaufgang zuvor, und Arnold und Allen griffen an, um nicht das Überraschungsmoment zu verlieren. Zu ihrer Überraschung war nur die Wache am Südtor auf ihrem Posten, daher überrannten sie das Fort. Allen und Arnold erklommen die Stufen zu den Offiziersquartieren und verlangten die Kapitulation.
Das Fort Ticonderoga war nicht mehr im Zustand wie etwa 1758. Es war weitgehend dem Verfall preisgegeben, und die Besatzung bestand nur aus zwei Offizieren und 64 Mann. Jedoch beherbergte es eine große Menge Artillerie. Es wurde nur ein Schuss abgefeuert und es kam auf keiner Seite zu ernsthaften Verletzungen.

## Nachspiel

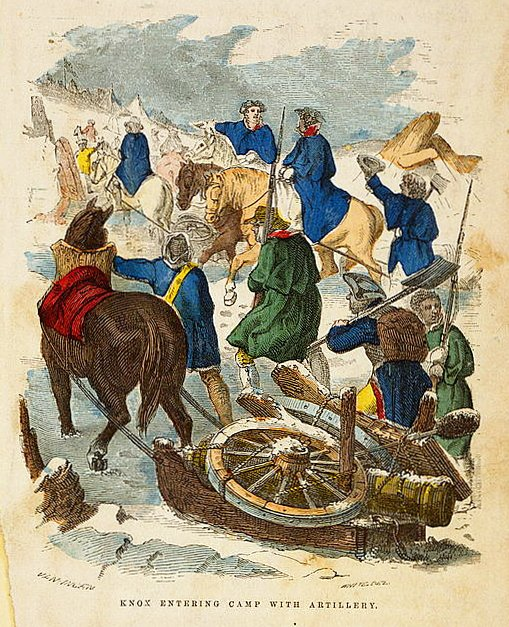
Henry Knox zu Pferd mit Soldaten, die im Winter 1775/76 die zerlegten Kanonen aus Fort Ticonderoga nach Boston auf Schlitten durch den Schnee transportieren (Holzstich, handkoloriert)

Seth Warner führte eine Einheit das Seeufer entlang, nahm Crown Point (New York) ein und erbeutete weitere Versorgungsgüter zusammen mit neun Gefangenen. Am 12. Mai sandte Allen die wichtigen Gefangenen zum Gouverneur von Connecticut Jonathan Trumbull sr. mit der Nachricht: „Ich mache ihnen ein Geschenk, bestehend aus einem Major, einem Hauptmann und zwei Leutnants der regulären Truppen Georgs des Dritten.“
Arnold holte mit 50 Freiwilligen einen kleinen Schoner und mehrere Flussboote aus Skenesboro. Am 18. Mai eroberten sie eine weitere Garnison in Saint-Jean-sur-Richelieu zusammen mit der Enterprise, einer 17-Tonnen-Korvette. Sich der Tatsache bewusst, dass mehrere Kompanien zwölf Meilen den Fluss hinab in Chambly (Québec) stationiert waren, luden sie die wertvollsten Versorgungsgüter ein, brannten die Boote nieder, die sie nicht mitnehmen konnten, und kehrten nach Crown Point zurück.
Ethan Allen und seine Männer gingen nach Hause. Benedict Arnold blieb mit einigen Ersatztruppen aus Connecticut im Fort Ticonderoga. Zuerst wollte der Kontinentalkongress die Männer und die Forts den Briten zurückgeben, aber am 31. Mai beugte er sich dem Druck aus Massachusetts und Connecticut und willigte ein, sie zu behalten. Connecticut sandte ein Regiment unter Oberst Benjamin Hinman, um Ticonderoga zu halten. Als Arnold erfuhr, dass er unter Hinman dienen sollte, quittierte er seinen Dienst für Connecticut und ging heim.
Im Winter 1775/1776 schaffte Henry Knox die Kanonen von Ticonderoga nach Boston, um die Belagerung von Boston zu unterstützen. Die erbeuteten Schiffe wurden zusammen mit anderen 1776 von General Arnold dazu benutzt, den britischen Versuch einer Rückeroberung im Seegefecht bei Valcour Island zu vereiteln. Ticonderoga wurde 1777 während des britischen Saratoga-Feldzuges zurückerobert, aber nach der Kapitulation nach der Schlacht von Saratoga aufgegeben.